# Skuta
Il monte Skuta con 2.532  m s.l.m. è la terza cima più alta delle Alpi di Kamnik e della Savinja.

## Descrizione
La vette è situata nel comune di Jezersko.

## Ascensioni
- Jezersko - rifugio Češka koča - Dolgi hrbet - Skuta (5,5 ore)
- Jezersko - rifugio Češka koča - sotto Dolgi hrbet - Skuta (5 ore)
- Valle di Logar – rifugio Frischaufov dom na Okrešlju - Turski žleb – Skuta (5,15 ore)